# 홍콩의 범죄
홍콩의 범죄는 다양한 형태로 존재한다. 가장 흔한 범죄는 도둑, 폭행죄, 반달리즘, 강도, 마약 범죄, 성적 인신매매, 삼합회 관련 범죄이다.

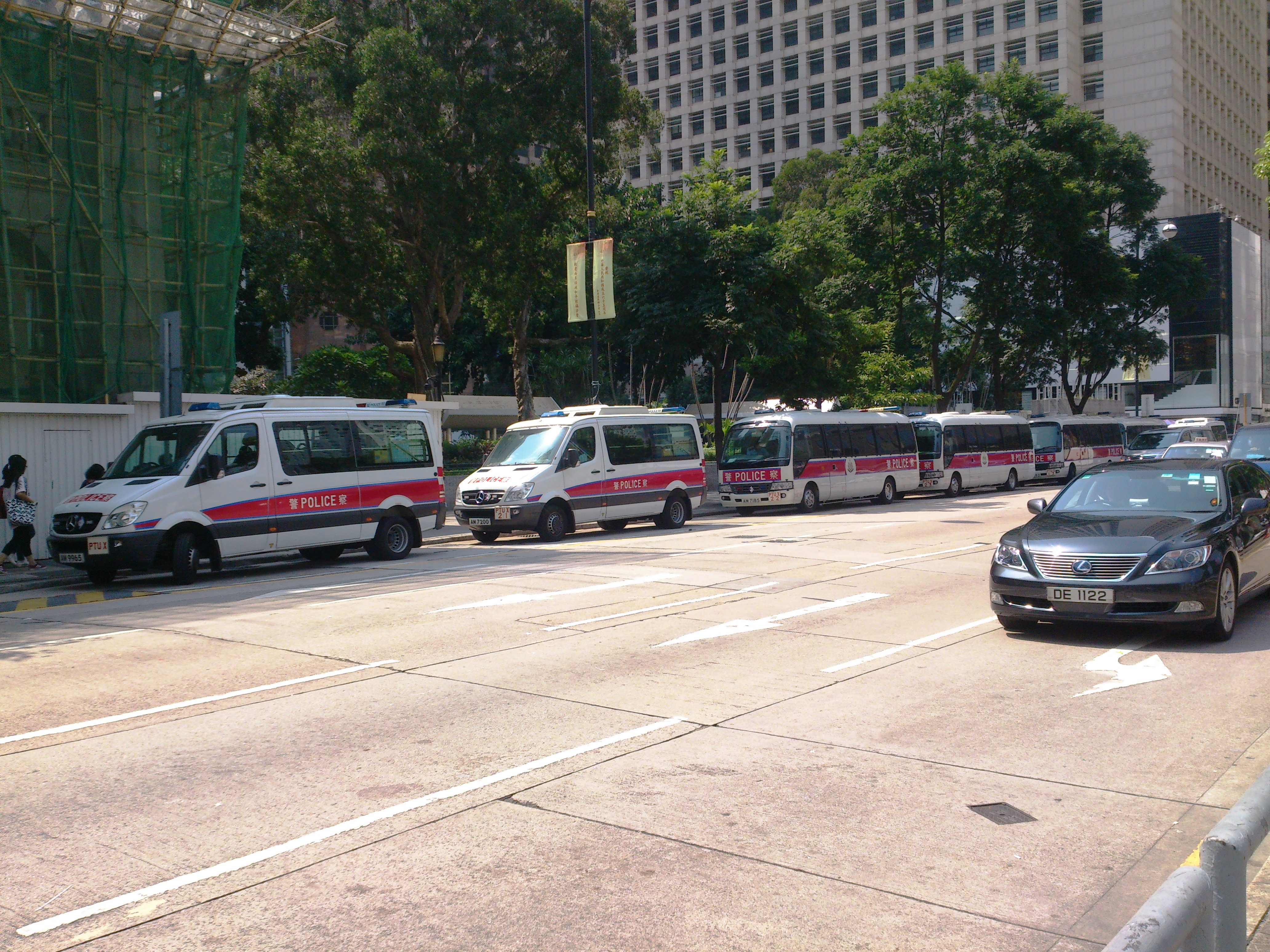
홍콩의 경찰차

## 통계
| 범죄율         | 2010  | 2011  | 2012  | 2013  | 2014  | 2015  | 2016  | 2017  | 2018  | 2019  | 2020  | 2021  | 2022  | 2023  |
| -------------- | ----- | ----- | ----- | ----- | ----- | ----- | ----- | ----- | ----- | ----- | ----- | ----- | ----- | ----- |
| 살인 총계      | 35    | 17    | 27    | 62    | 27    | 22    | 28    | 24    | 48    | 24    | 22    | 23    | 30    | 28    |
| 살인율         | 0.5   | 0.2   | 0.4   | 0.9   | 0.4   | 0.3   | 0.4   | 0.3   | 0.7   | 0.3   | 0.3   | 0.3   | 0.4   | 0.4   |
| 폭력 총계      | 13546 | 13100 | 12821 | 12153 | 11073 | 10889 | 10103 | 9086  | 8884  | 9690  | 9391  | 9587  | 8830  | 10122 |
| 폭력율         | 192   | 185   | 180   | 169   | 153   | 149   | 138   | 123   | 119   | 129   | 125   | 129   | 120   | 135   |
| 모든 범죄 총계 | 75965 | 75936 | 75930 | 72911 | 67740 | 66439 | 60646 | 56017 | 54225 | 59225 | 63232 | 64428 | 70048 | 90276 |
| 모든 범죄율    | 1075  | 1074  | 1064  | 1014  | 936   | 909   | 825   | 758   | 728   | 789   | 842   | 869   | 961   | 1204  |

2018년 홍콩의 범죄율은 39년 만에 최저치를 기록했다. 당시 홍콩에서는 8,884건의 폭력 범죄가 보고되었다. 2018년 홍콩에서는 48건의 살인, 4,593건의 상해 및 중범죄 폭행, 147건의 강도, 1,575건의 주거침입, 63건의 강간이 발생했다. 2018년 이후 범죄율은 매년 증가하고 있다(2023년 기준). 2000년대에 살인 건수와 비율은 2002년에 가장 높았다. 2011년에는 살인 건수와 비율이 17건(인구 10만 명당 0.2건)으로 가장 낮았다. 2013년 살인율은 2012년에 비해 129.6% 증가했는데, 이는 2012년 라마섬 선박 충돌 사고로 인한 39명의 사망자가 포함되었기 때문이다.
홍콩에서 가장 흔한 범죄 형태는 비폭력 범죄이다. 2015년 홍콩에서는 27,512건의 절도가 보고되었다. 가장 흔한 절도 형태는 잡다한 절도, 소매치기, 소매치기, 차량 절도였다. 기물 파손도 홍콩에서 흔한 범죄로, 2015년에는 5,920건이 보고되었다.

## 조직 범죄
삼합회에 의한 범죄는 홍콩에서 발생한다. 흔한 삼합회 관련 범죄로는 공갈, 불법 도박, 마약 밀매, 갈취 등이 있다. 세계 최대 삼합회 중 하나인 신이안은 1919년 홍콩에서 설립되었으며 전 세계적으로 55,000명의 조직원이 있는 것으로 알려졌다. 신이안의 라이벌 조직인 14K 삼합회는 1945년 중국 광둥성 광저우시에서 결성되어 1949년 홍콩으로 이전했다. 영국 범죄자 콜린 블레이니는 자서전 '혐오스러운 자들(Undesirables)'에서 보석 절도 및 소매치기를 전문으로 하는 와이드 어웨이크 펌(Wide Awake Firm)과 인터 시티 지버스(Inter City Jibbers)로 알려진 영국 조직 범죄 단체도 홍콩에서 활동하는 것으로 알려져 있다고 언급했다.

## 인신매매
홍콩은 인신매매의 알려진 경유지이다. 피해자는 종종 무자유 노동이나 성 착취를 강요당한다.

### 성적 인신매매
국내 및 국제 범죄 조직이 홍콩의 성매매를 자행한다. 강제 성매매 피해자들은 종종 도시 내의 사창가, 가정, 사업장에서 폭행을 당한다. 홍콩의 많은 중국 본토 출신 매춘부들은 성적 인신매매의 피해자이다. 홍콩에는 포괄적인 인신매매 방지법이 없다.

## 인종차별
홍콩에서는 비중국인 또는 "피부색이 어두운" 시민들에 대한 체계적인 인종차별 보고가 있었다.

## 칼부림 사건
칼 관련 범죄 및 공격은 홍콩의 문제이다. 2022년 뉴스 미디어인 채널 C와 같은 현지 언론은 도시 내 칼부림 사건의 급증을 묘사하기 위해 "國際大刀會"라는 용어를 만들었다. 이는 문자적으로 "국제 칼의 도시"로 번역될 수 있다.

## 사기
2022년 사기 사건은 전년 대비 45% 증가했다. 2023년 첫 5개월 동안 사기 사건은 거의 60% 증가했다. 인신매매범들이 홍콩인들을 해외 사기 공장에서 강제로 일하게 한다는 보고가 있었다. 피해자들은 종종 사이버 사기를 저지르도록 강요당하며, 실패할 경우 인신매매범들의 폭력적인 보복을 당할 위험이 있다.

## 같이 보기
- 중국의 범죄
- 홍콩의 인신매매
- 홍콩 경무처
- 나라별 의도적 살인율 목록